# Fabrizio Forte
Fabrizio Forte (Roma, 14 novembre 1967) è un attore cinematografico italiano noto soprattutto per la sua interpretazione del giovane Gavino in Padre padrone (1977) e per essere il bambino interprete della Ciribiricoccola, brano classificatosi al secondo posto dello Zecchino d'Oro nel 1974.

## Biografia
Fabrizio Forte fa il suo debutto nel mondo dello spettacolo nel 1974, a 6 anni, con l'interpretazione allo Zecchino d'Oro 1974 della canzone Ciribiricoccola che insieme al brano vincitore Cocco e Drilli entra nell'hit parade italiana.
Successivamente si dedica all'attività cinematografica tra il 1977 e il 1979, interpretando cinque film.
Il successo arriva alla prima prova nel film Padre padrone (1977) per la regia di Paolo e Vittorio Taviani. Fabrizio Forte offre un'intensa interpretazione del giovane Gavino, strappato dal padre alla scuola per condurre la vita isolata del piccolo pastore in Sardegna. Il film si aggiudicò la Palma d'oro al 30º Festival di Cannes.
Negli anni seguenti a Fabrizio Forte vengono offerti altri ruoli di rilievo in film sempre con forte impronta regionale e dialettale. Nel 1979 lavora con Damiano Damiani per la realizzazione del film sulla mafia Un uomo in ginocchio, dove offre un'altra convincente interpretazione nella parte del figlioletto del protagonista.
Con la partecipazione al film Atsalut pader (questa volta in lingua emiliana) si conclude nel 1979 anche la sua carriera di attore bambino.
È il padre di Simone Forte, triplista della nazionale italiana di atletica leggera.

## Filmografia
- Padre padrone, regia di Paolo e Vittorio Taviani (1977)
- L'avventurosa fuga, regia di Enzo Doria (1978)
- L'ultimo guappo, regia di Alfonso Brescia (1978)
- Un uomo in ginocchio, regia di Damiano Damiani (1979)
- Atsalut pader, regia di Paolo Cavara (1979)